# Aldohexóz
Az aldohexózok olyan hexózok, melyek első szénatomja aldehidcsoport része.
Az aldohexózoknak négy királis szénatomja van (2., 3., 4. és 5.), így 16 (= 24) sztereoizomer hozható létre. Az aldehidcsoporttól legtávolabb eső szénatom konfigurációja alapján ezeket D és L sorba rendezzük. Az aldohexózok közé a természetben igen elterjedt cukrok tartoznak.
A nyolcféle D-aldohexóz:

D-allóz
D-altróz
D-glükóz
D-mannóz
D-gulóz
D-idóz
D-galaktóz
D-talóz